# Eupithecia innotata
Eupitecia innotata es una especie de polilla de la familia Geometridae. La especie fue descrita por primera vez por Johann Siegfried Hufnagel en 1767 y ha sido descrito en desde España en el oeste hasta la llanura de Siberia Occidental y Asia Central en el este. Su descripción en 2015 en el oeste de Mongolia representa el punto más oriental de esta especie. La especie varía tanto en tamaño como en coloración y patrón. Las mariposas melánicas tienen alas más oscuras coloreadas en un tono hollín. Se indican las bandas transversales y es visible el centro en forma de línea. Tiene gran parecido con otra especie europea, Eupithecia abbreviata.

## Descripción
E. innotata es una polilla pequeña con una envergadura de 18 a 24 milímetros (0,7 a 0,9 plg). Las alas anteriores son muy alargadas y son de color marrón oscuro o gris con pocas marcas distintivas aparte de una pequeña mancha blanca tornal que puede no estar presente en las frecuentes formas melánicas. Están cruzadas por líneas oblicuas más oscuras, que están en ángulo en el margen frontal. La línea submarginal es blanca e irregular, y recta recorre el tercio exterior de las alas anteriores, que se rompe doblemente debajo del borde frontal (en ángulo recto o en ángulo agudo). Cuenta con una fina línea blanca ondulada corre a lo largo del borde del ala. Las alas traseras son ligeramente más claras que las delanteras.

### Larvas
La oruga es de color marrón amarillento brillante con marcas marrones y verdosas, entre las que destaca una variedad de manchas grandes de color marrón verdoso a lo largo del dorso. Tiene numerosas y pequeñas verrugas blancas por todo el cuerpo. Las orugas se alimentan de diferentes plantas, la forma fraxinata se alimenta de fresno, E. innotata sensu stricto se alimenta de espino amarillo y f. tamarisciata se encuentra en la planta alimenticia exótica tamarisco.

## Ciclo de vida

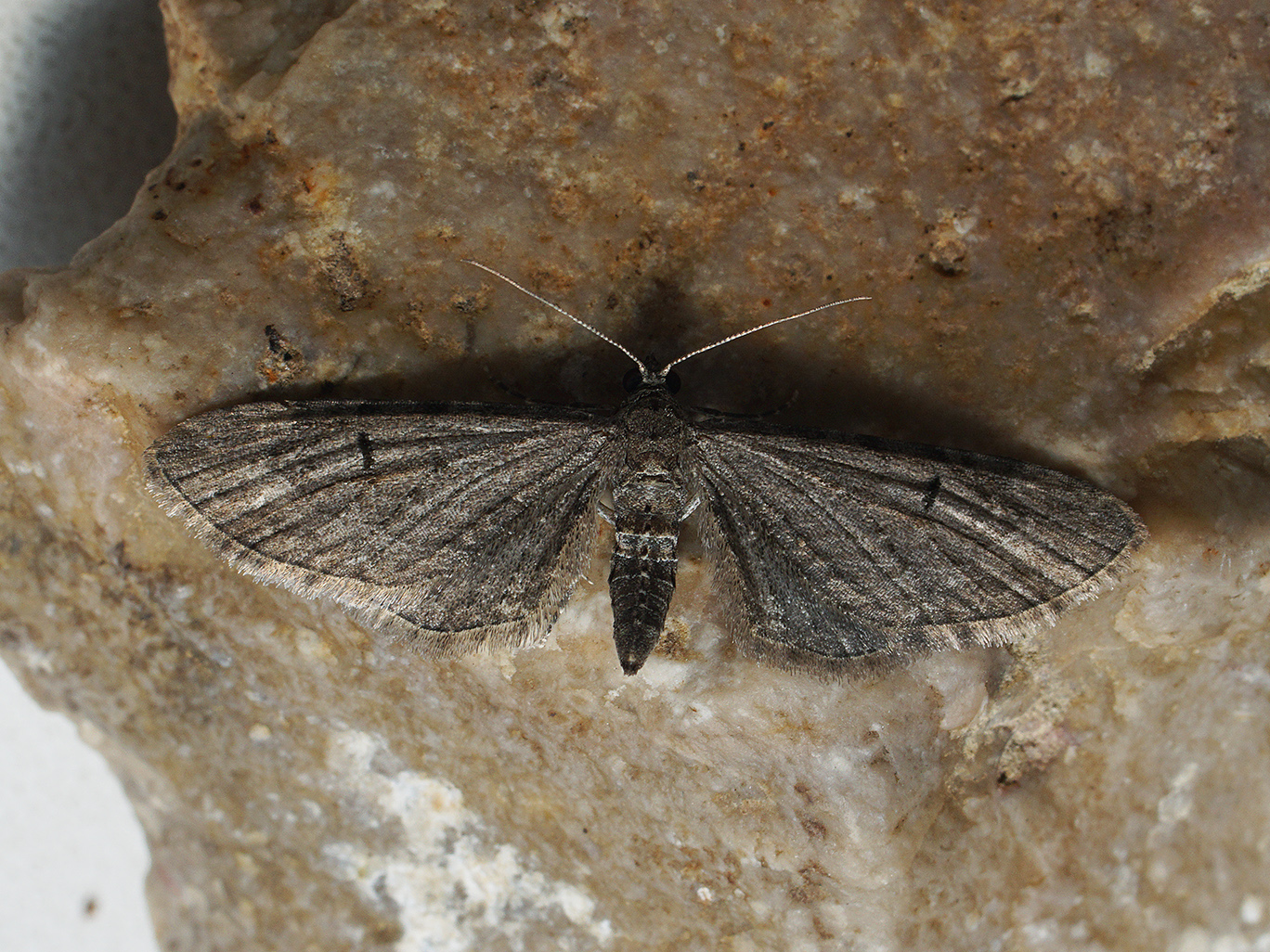
Polilla adulta en Rusia.

E. innotata forma dos generaciones al año, que vuelan desde mediados de abril hasta finales de junio y desde mediados de julio hasta principios de septiembre. Las polillas de la nidada de primavera suelen ser de color más oscuro que los ejemplares posteriores. Las orugas se pueden encontrar desde mediados de junio hasta principios de julio (primera generación) y desde septiembre hasta octubre (segunda generación). Las pupas de la segunda generación hibernan y a veces pueden sobrevivir durante varios años. La especie pasa el invierno como pupa. 
Las orugas son parasitadas por varias especies de avispas parásitas (Angitia, Mesochorus brevipetiolatus, Netelia thomsoni, Platylabus pedatorius), avispas bracónidas (Apanteles tibialis), especies de la familia Pteromalidae (Habrocytus semotus), especies de la familia Encyrtidae (Litomastix truncatulus, Tyndarichus scaurus) y especies de moscas oruga (Blondelia nigripes, Phryxe vulgaris).
Las larvas se alimentan de forma polífaga. Las orugas de la primera generación se les encuentra en las hojas de las siguientes plantas: endrino (Prunus spinosa), espino blanco (Crataegus monogyna), rosa silvestre (Rosa canina), olivos (Olea europaea), fresno común (Fraxinus excelsior), coriaria myrtifolia, especies Saúco, tamarisco alemán (Myricaria germanica), Tamarix gallica y el espino amarillo (Hippophae rhamnoides). Las orugas de la segunda generación se alimentan de las flores y semillas de la Artemisia campestris, el ajenjo (Artemisia absinthium), la Artemisia vulgaris, Artemisia caerulescens, el ajenjo marino (Artemisia maritima), la Artemisia alba y la hierba marina (Suaeda maritima).

## Distribución
La especie está muy extendida en Europa. Las excepciones son Islandia, el norte de Escandinavia, el sur de la península balcánica y Creta. Fuera de Europa, las mariposas se encuentran en el norte de África (Argelia, Marruecos, Túnez), en Asia Menor, en el Cáucaso y el Transcaucasia, en los Montes Urales y en Kazajstán y más al este hasta el suroeste de Siberia.
E. innotata se encuentra en la mayoría de los tipos de biotopos, con excepción de los páramos y los bosques de abetos. La especie habita en altitudes de cero a 1000 metros (3280,8 pies) en los Pirineos, en los Apeninos se puede encontrar hasta unos 1300 metros (4265,1 pies), en la península balcánica hasta unos 1500 metros (4921,3 pies) y en el sur de España hasta unos 1800 metros (5905,5 pies). En los Alpes se eleva hasta unos 2000 metros (6561,7 pies) de altitud.